# Tram SRTO: motrici a terrazzini aperti
Le vetture tranviarie serie 200 della SRTO di Roma sono state un gruppo di 102 motrici a due assi bidirezionali entrate in servizio a partire dal 1895.

## Storia
Dopo un fallimentare esperimento di elettrificazione sulla linea della via Flaminia il Comune di Roma, allo scopo di aumentare le proprie rendite sul servizio, decide di adottare la trazione elettrica sulle linee tranviarie ed offre alla SRTO, che in quanto concessionaria ha un diritto di prelazione, di costruire e gestire la prima, il cui percorso va dalla stazione Termini a piazza San Silvestro. Poiché la SRTO ha avuto grosse perdite con la prima sperimentazione, ed ha un relativo interesse a potenziare il proprio servizio, In collaborazione con la Thomson, Houston viene elaborato il progetto di una motrice elettrica alquanto rudimentale, che si rivelerà ben presto inadatta all'aumento di traffico viaggiatori conseguente alle migliori prestazioni delle linee elettriche.

## Meccanica
Per l'apertura della Termini-San Silvestro entra in servizio un primo gruppo di 10 vetture (201-210) costruite dalla Miani e Silvestri di Milano che si presentano con la corsia viaggiatori dotata di quattro finestrini (più i due delle piattaforme), e di truck tipo White a semplice sospensione, ciò che comporta una notevole rigidità della vettura. Negli anni seguenti, fino al 1905, seguono altre serie di vetture analoghe, fornite da diversi costruttori o montate dalla SRTO nelle proprie officine con la collaborazione di alcuni artigiani e costruttori romani (stabilimento Nobili per le carrozzerie, officine Fumaroli per la carpenteria metallica, la ditta Di Lullo per gli impianti elettrici). Con le motrici successivamente fornite fino al 1899 questo gruppo raggiunge un totale di 95 rotabili, numerati in successione da 201 a 295; a questi sono da aggiungere:
- motrice 296: con cassa montata in proprio dalla SRTO nel 1902, prototipo di una serie di vetture a terrazzini dotate di cassa con sportelloni rimovibili per la stagione estiva (vettura tipo giardiniera, come si diceva allora);
- motrice 200: entrata in servizio nel 1904 doveva essere la seconda vettura elettrica con cassa a sportelloni apribili (vettura tipo giardiniera, come si diceva allora), ma esce dalle officine SRTO con cassa di tipo normale;
- motrici 401-405: entrate in servizio non si sa se nel 1905 o 1911 (le fonti su questo divergono), facevano parte di una ordinazione per venti vetture tipo giardiniera successivamente annullata. Le casse di tipo chiuso sono state montate in proprio dalla SRTO sui cinque truck già forniti all'atto dell'annullamento. La numerazione nella serie 400 interrompe quella delle vetture Westinghouse in corso di fornitura.

Le casse delle motrici risultano fondamentalmente di due tipi, entrambi della stessa lunghezza; hanno cassa con lucernario a 4 moduli le 211-250, a 5 moduli le 201-210, 251-295, 401-405. Le motrici 201-250 adottano un truck White a sospensione semplice; le 251-296, 401-405 hanno invece un truck Brill 21-E. Nulla si sa della motrice 200, di cui non si sono ancor oggi reperite immagini.

## Equipaggiamento elettrico
Le 200 sono state sottoposte a numerose modifiche e le notizie sull'equipaggiamento elettrico si presentano contraddittorie. Le prime dieci della serie sono equipaggiate sicuramente con due motori GE 800 da 25 CV ma nulla si sa circa il controller utilizzato. Le serie successive adottano senza uno schema logico due tipologie di motori, il GE800 e il Walker, anch'essi da 25 cavalli ed ovviamente in coppia. In base a dati di varia provenienza, si può ipotizzare che le motrici a truck White 211-250 montassero ancora i GE800, mentre per le motrici a truck Brill 251-296, 401-405 sarebbero stati impiegati i motori Walker. Escludendo la motrice 200 (di cui non si sa nulla), si sarebbero avute in totale 50 motrici con motori GE800 e 51 con motori Walker. Un documento ATM del 1920, scritto in vista della cessione dei rotabili SRTO all'azienda municipale, riporta che delle 102 motrici 41 sono equipaggiate con motori GE800, 53 con motori Walker e 8 con motori GE54 da 25 CV; ritenendo, come è ragionevole, che i motori GE54 abbiano sostituito altrettanti motori GE800 e Walker, non si ha molta discrepanza tra i dati delle due fonti. Il motore GE54 sarà comunque installato su tutte le vetture, sostituendo ogni altro, sotto la gestione municipale.
Circa i controller le motrici dotate di motori GE800 adottano il tipo BA, di cui non si sa molto ma che appare dotato di posizioni per la frenatura elettrica. Al motore Walker viene invece adottato il controller Thomson-Houston K10 non dotato di posizioni per la frenatura elettrica, che viene aggiunta in seguito con un marchingegno a tutto adatto salvo che a un freno di emergenza. Sulle vetture dotate di pattini elettromagnetici (vedere il paragrafo freni), viene montato un controller Thomson-Houston K3, che permette l'alimentazione degli stessi con la corrente di frenatura.

## Impianto freni
Le terrazzini dispongono di un freno di servizio a mano, a ceppo unico per ruota, azionabile dal conducente a mezzo di una manovella ad asse orizzontale; un freno detto di emergenza, costituito da due pattini di ghisa posti tra le ruote, uno da ogni lato della cassa, che a mezzo della manovra di altro volantino, questo ad asse verticale, possono essere pressati contro le rotaie sollevando la vettura; un freno elettrico.
Il freno di servizio, soprattutto a causa dell'unico ceppo per ruota da azionarsi a forza di braccia del conducente, è utilizzabile solo per la ridottissima velocità alla quale marciano le vetture, con spazi di frenatura esagerati.
Il freno a pattini, se azionato, porta spesso al risultato opposto a quello per cui è installato: applicato su una vettura con le ruote al limite dell'aderenza, scaricando il peso dalle stesse, dà immediato inizio allo slittamento e la vettura si trova allora sostenuta in buona parte dai soli pattini e con le ruote ferme il freno reostatico non funziona; il conducente non ha più alcun controllo sulla motrice, che svia alla prima curva o al primo scambio. A tutto ciò si deve aggiungere che il binario, in questa felice epoca, è perennemente coperto da una patina viscida, dovuta agli escrementi degli innumerevoli cavalli che transitano nelle strade.
Il freno elettrico, oltre che inutile al momento dello slittamento delle ruote, è praticamente inesistente: il controller K10 installato sulla gran parte delle motrici SRTO, non è infatti previsto per tale funzione, che è stata aggiunta con un artifizio richiedente al conducente le seguenti manovre: lo spostamento di un certo commutatore dalla posizione A (marcia) alla posizione F (freno); lo spostamento dell'invertitore di marcia in posizione di marcia indietro se la vettura è in moto in marcia avanti o viceversa; lo spostamento della manovella del controller per qualche tacca in serie. Una 
In seguito la SRTO eliminerà l'inutile e dannoso freno a pattini meccanici sostituendolo con un secondo freno a mano agente su altri quattro ceppi (e richiedente conducenti a tre mani) oppure, su una decina di motrici a terrazzini, con un freno a pattini elettromagnetici che non si capisce perché non sarà stato esteso a tutte le vetture.
La presa di corrente originaria, come su tutto il materiale motore SRTO, è a trolley a rotella. Le vetture sono successivamente dotate, in via sia temporanea che definitiva, di archetto strisciante per la circolazione sulle tratte municipali.

## Servizio
Le vetture a terrazzini hanno circolato dal 19 settembre 1895 al 15 marzo 1927. Alla data di definitiva scomparsa ne restavano in servizio soltanto 15.

## Riepilogo dati
| Vetture                                                                    | Vetture | Anno | Costruttore | Finestrini | Truck      | Lungh. (m) | Passo (mm) | Motori     | Pot. (CV) | Freni |
| 200                                                                        | 1       | 1904 | ?           | 5          | Brill 21-e | 7 800      | 1 800      | ?          | 2 × 25    | R A M |
| 201-210                                                                    | 10      | 1895 | Miani & S.  | 4          | White      | 7 800      | 1 800      | GE800      | 2 × 25    | R A M |
| 211                                                                        | 1       | ?    | ?           | 4          | White      | 7 800      | 1 800      | GE800 GE54 | 2 × 25    | R A M |
| 212                                                                        | 1       | 1896 | Savigliano  | 4          | White      | 7 800      | 1 800      | GE800 GE54 | 2 × 25    | R A M |
| 213                                                                        | 1       | 1897 | Berti       | 4          | White      | 7 800      | 1 800      | GE800 GE54 | 2 × 25    | R A M |
| 214-228                                                                    | 15      | 1897 | Grondona    | 4          | White      | 7 800      | 1 800      | GE800 GE54 | 2 × 25    | R A M |
| 229-248                                                                    | 20      | 1897 | Miani & S.  | 4          | White      | 7 800      | 1 800      | GE800 GE54 | 2 × 25    | R A M |
| 249                                                                        | 1       | 1899 | Berti       | 4          | White      | 7 800      | 1 800      | GE800 GE54 | 2 × 25    | R A M |
| 250                                                                        | 1       | 1898 | SRTO        | 4          | White      | 7 800      | 1 800      | GE800 GE54 | 2 × 25    | R A M |
| 251-295                                                                    | 45      | 1900 | Benvenuti   | 5          | Brill 21-e | 7 800      | 1 800      | Walker     | 2 × 25    | R A M |
| 296                                                                        | 1       | 1902 | SRTO        | nota       | Brill 21-e | 7 800      | 1 800      | Walker?    | 2 × 25    | R A M |
| 401-405                                                                    | 5       | ?    | Tabanelli   | 5          | Brill 21-e | 7 800      | 1 800      | Walker?    | 2 × 25    | R A M |
| Freni: R, elettrico reostatico; A, pattini a comando meccanico; M, a mano. |         |      |             |            |            |            |            |            |           |       |

## Numerazione
Il gruppo originale delle terrazzini, composto da 95 unità, è numerato in successione da 201 a 295. In ordine cronologico sono aggiunte la vettura 296 (1902) e la 200 (1904), mentre cinque ulteriori vetture vanno ad interrompere la serie delle vetture Westinghouse coi numeri 401-405. Col passaggio all'azienda municipale ai numeri originari viene anteposto il prefisso 1.